# Guy Grosso
Guy Grosso, właśc. Guy Marcel Sarrazin (ur. 19 sierpnia 1933 w Beauvais, zm. 14 lutego 2001 w Saint-Germain-en-Laye) – francuski aktor filmowy; komik.
We Francji zasłynął przede wszystkim występując w komediowym duecie pod nazwą Grosso i Modo, wspólnie z Michelem Modo. Aktorzy często wspólnie grali w filmach, m.in. w cyklu komedii o żandarmach z Louisem de Funèsem w roli głównej, gdzie Grosso odtwarzał postać żandarma Tricard’a.

## Wybrana filmografia
- Piękna Amerykanka (1961)
- Napad na bank (1963)
- Wąchać kwiatki od spodu (1964)
- Żandarm z Saint-Tropez (1964)
- Żandarm w Nowym Jorku (1965)
- Gamoń (1965)
- Wielki pan (1965)
- Sławna restauracja (1966)
- Wielka włóczęga (1966)
- Wielkie wakacje (1967)
- Żandarm się żeni (1968)
- Żandarm na emeryturze (1970)
- Żandarm i kosmici (1978)
- Skąpiec (1980)
- Żandarm i policjantki (1982)